# Готардский базисный тоннель

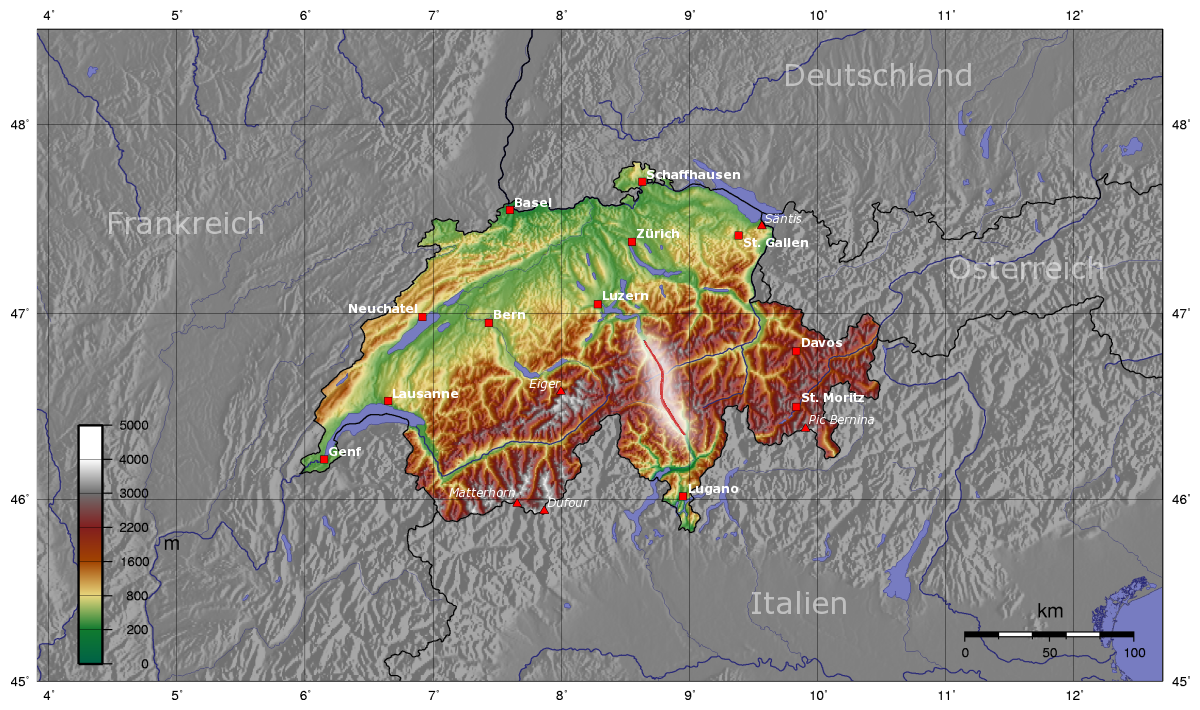
Готардский базисный тоннель на карте Швейцарии. Обозначен как тонкая красная полоса на белом фоне

Гота́рдский базисный тоннель (нем. Gotthard-Basistunnel, GBT, итал. Galleria di base del San Gottardo) — железнодорожный тоннель в Швейцарии длиной 57,1 км (включая служебные и пешеходные ходы — 151,84 км). Северный портал тоннеля находится возле деревни Эрстфельд, а южный портал — возле деревни Бодио.
После завершения прокладки восточной части (15 октября 2010 года) и западной части (23 марта 2011 года) он стал самым длинным железнодорожным тоннелем в мире и был таковым до 2018 года, когда по длине его обошёл метротоннель третьей линии метрополитена Гуанчжоу.
Тоннель обеспечил железнодорожное сообщение через Альпы и перевёл грузовые перевозки север-запад с автомобильных на более экологичные железнодорожные. Время путешествия из Цюриха в Милан уменьшилось с 3 часов 40 минут до 2 часов 50 минут. Тоннель был открыт 1 июня 2016 года. AlpTransit Gotthard Ltd передала тоннель Федеральным железным дорогам Швейцарии (SBB) в декабре 2016 года в рабочем состоянии. 11 декабря 2016 года началась коммерческая эксплуатация тоннеля

## Название
Часто встречающееся в СМИ слово «базовый» в названии тоннеля является калькой с немецкого слова Basis, которое в соответствующем контексте подразумевает подножие хребта: в немецкоязычных альпийских районах Швейцарии и Австрии термином Basistunnel обозначается тоннель, порталы которого находятся у самого подножия хребта. Благодаря такому расположению порталов поезд попадает в тоннель непосредственно с равнинного участка, что позволяет резко увеличить скорость и массу поездов. К порталам существующего Готардского тоннеля поезд добирается по горным участкам с большой крутизной и обилием петель.
Готардский в названии тоннеля идёт от массива Сен-Готард, в основании которого он проходит.

## История

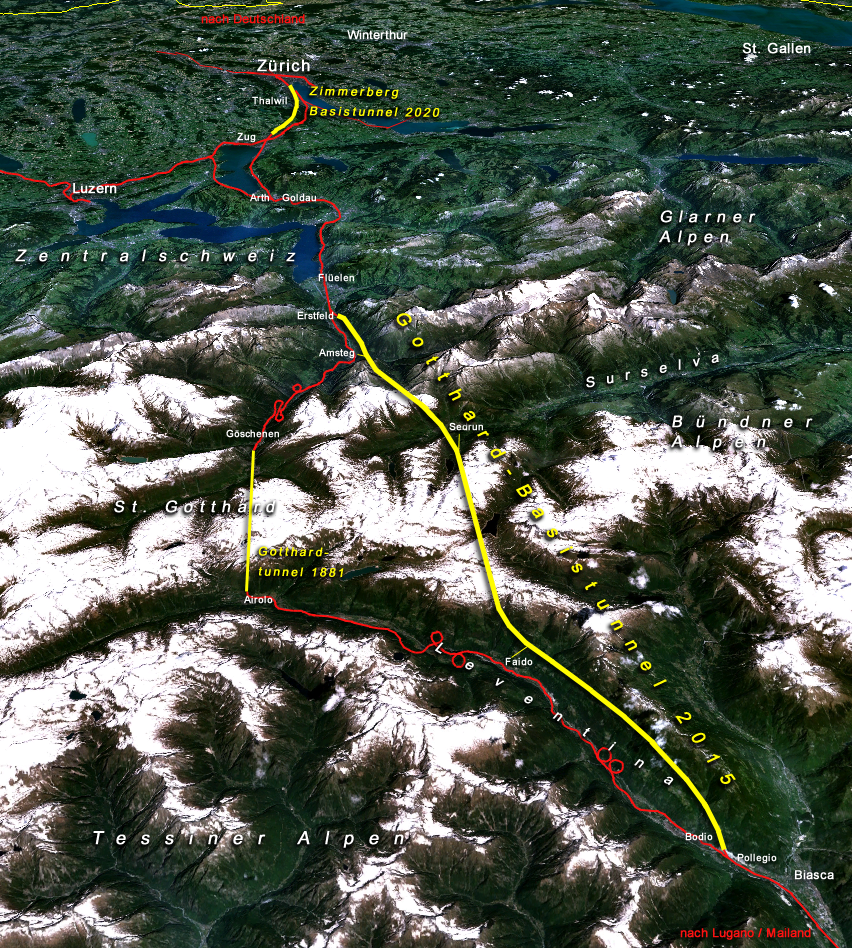
Готардский базисный тоннель и Циммерберговский базисный тоннель (:en:Zimmerberg Base Tunnel) образуют северную часть готардской оси транспортного проекта «Альптранзит» в Центрально-Европейской железнодорожной сети

Исходная идея постройки тоннеля была выдвинута ещё в 1947 году. Первый вариант проекта был составлен министерством внутренних дел Швейцарии в 1962 году. План включал в себя двухпутный тоннель в виде прямой линии от Амстега до Гиорнико. Он должен был протянуться на 45 км и включать «обгонный» съезд между путями в середине. Поезда должны были достигать скорости 200 км/ч, что не сильно отличается от окончательного плана.
Многие параметры исходного плана были радикально изменены впоследствии. Основным камнем преткновения стала конструкция тоннеля. Выбор стоял между двухпутным тоннелем с тоннелем обслуживания и двумя однопутными тоннелями (с тоннелем обслуживания или без такового). Окончательно победило техническое решение с двумя однопутными тоннелями без тоннеля обслуживания, но с соединяющими переходами (галереями) примерно каждые 325 метров (в таком случае один тоннель может служить выходом из другого). Оно также включало две многофункциональные станции и съезды.
Из-за увеличивающейся интенсивности движения между странами Швейцария в 1994 году проголосовала за изменения в транспортном регулировании. Целью изменений стало намерение перевозить грузовые автомобили и контейнеры между южной Германией и северной Италией по железной дороге, чтобы разгрузить автомобильные дороги (и заодно уменьшить экологическую нагрузку).
Принятие в 1998 году налога на тяжёлый транспорт вкупе с модернизационными планами железных дорог окончательно открыли дорогу для строительства.

## Строительство

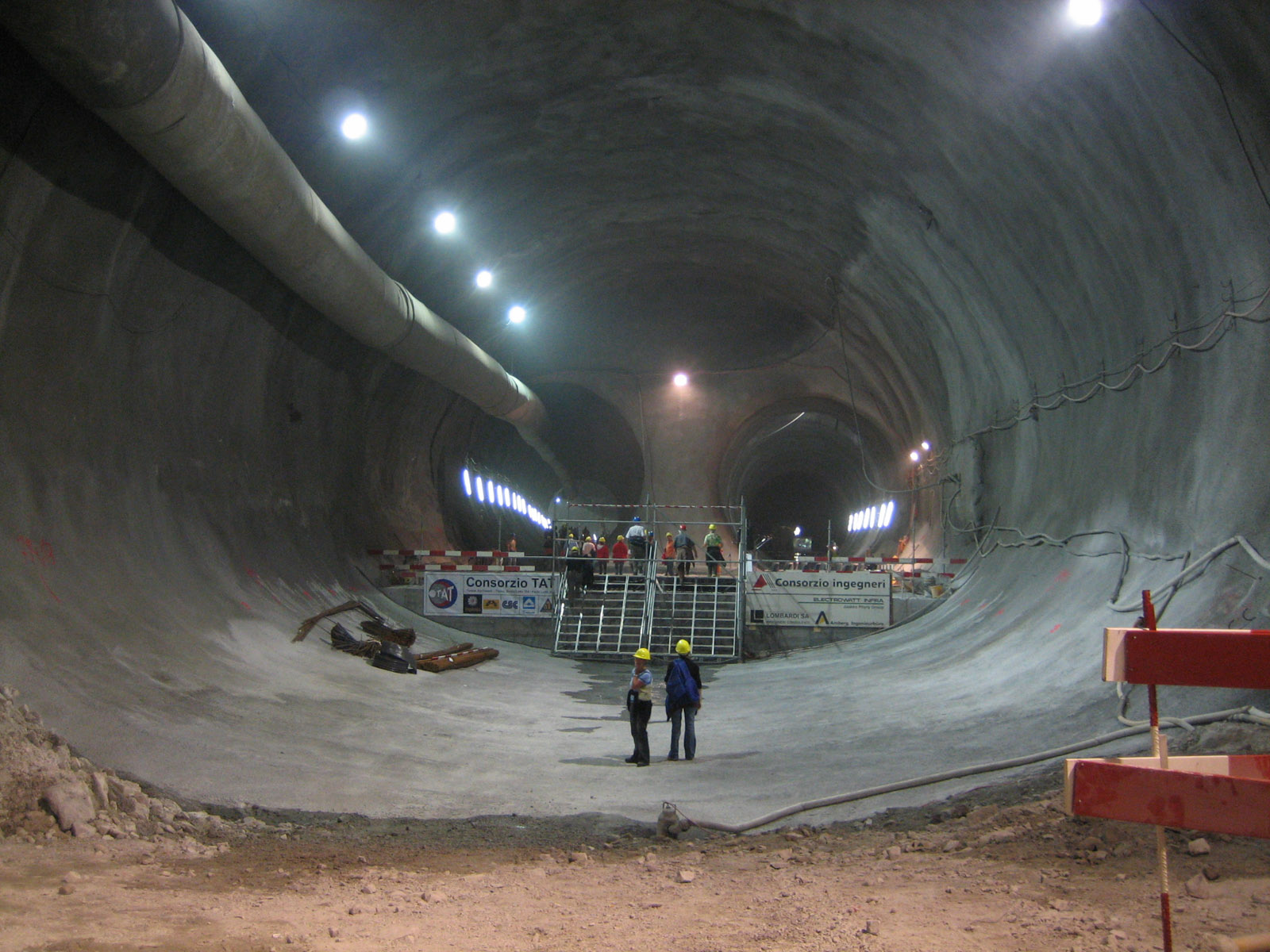
Строительство тоннеля (многофункциональная станция Файдо)

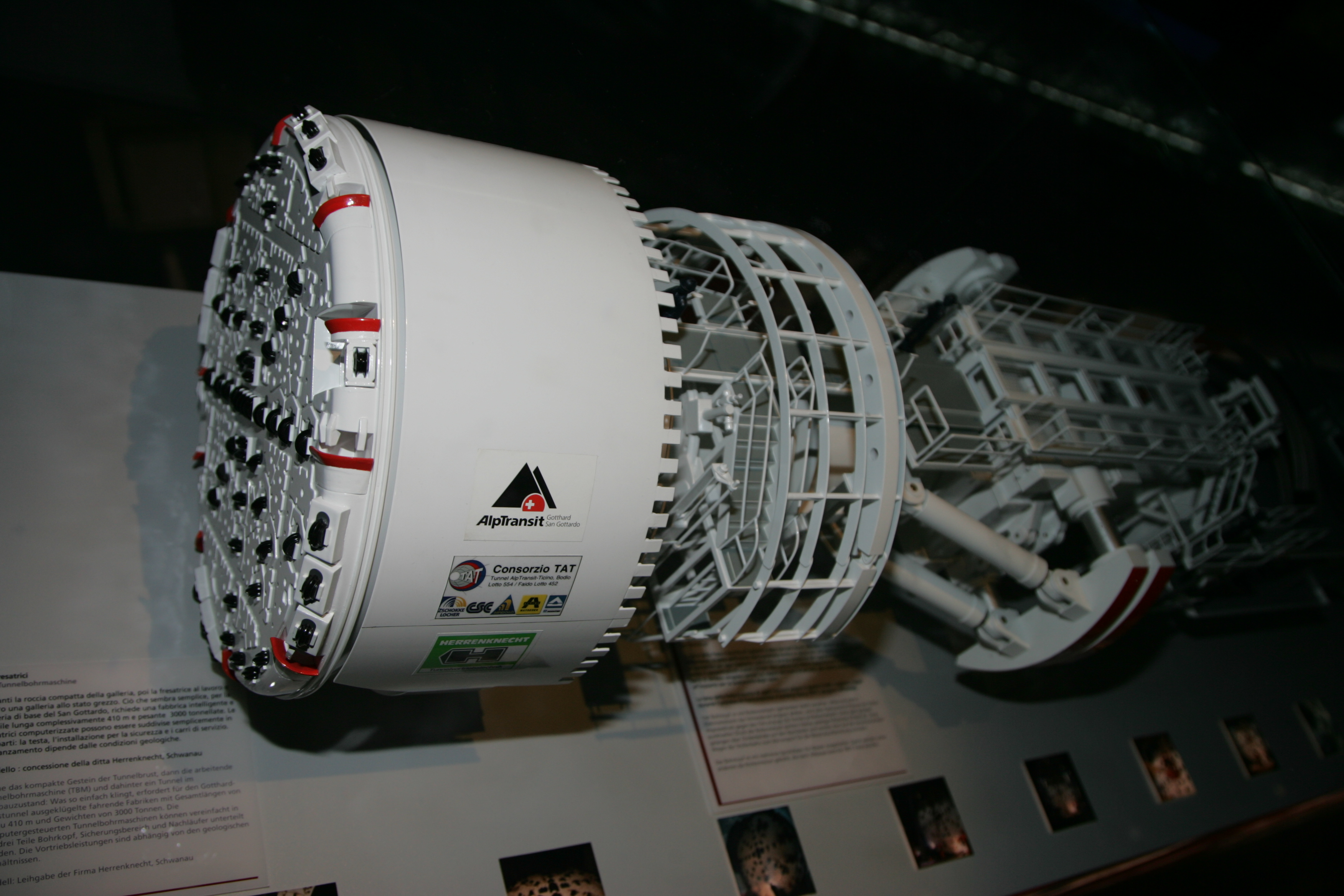
Макет тоннелепроходческой машины, использовавшейся при строительстве Готардского базисного тоннеля.

На строительстве одновременно работали свыше 3500 рабочих, включая инженеров, планировщиков и геологов. Работы велись круглые сутки, семь дней в неделю. Для проходки тоннеля в скальных породах использовались как буровзрывные работы, так и несколько тоннелепроходческих комплексов. Тоннельный комплекс состоит из двух тоннелей (соединённых между собой галереями приблизительно через каждые 325 м), по которым поезда следуют в противоположных направлениях. Внутри тоннеля находятся две многофункциональные железнодорожные станции.

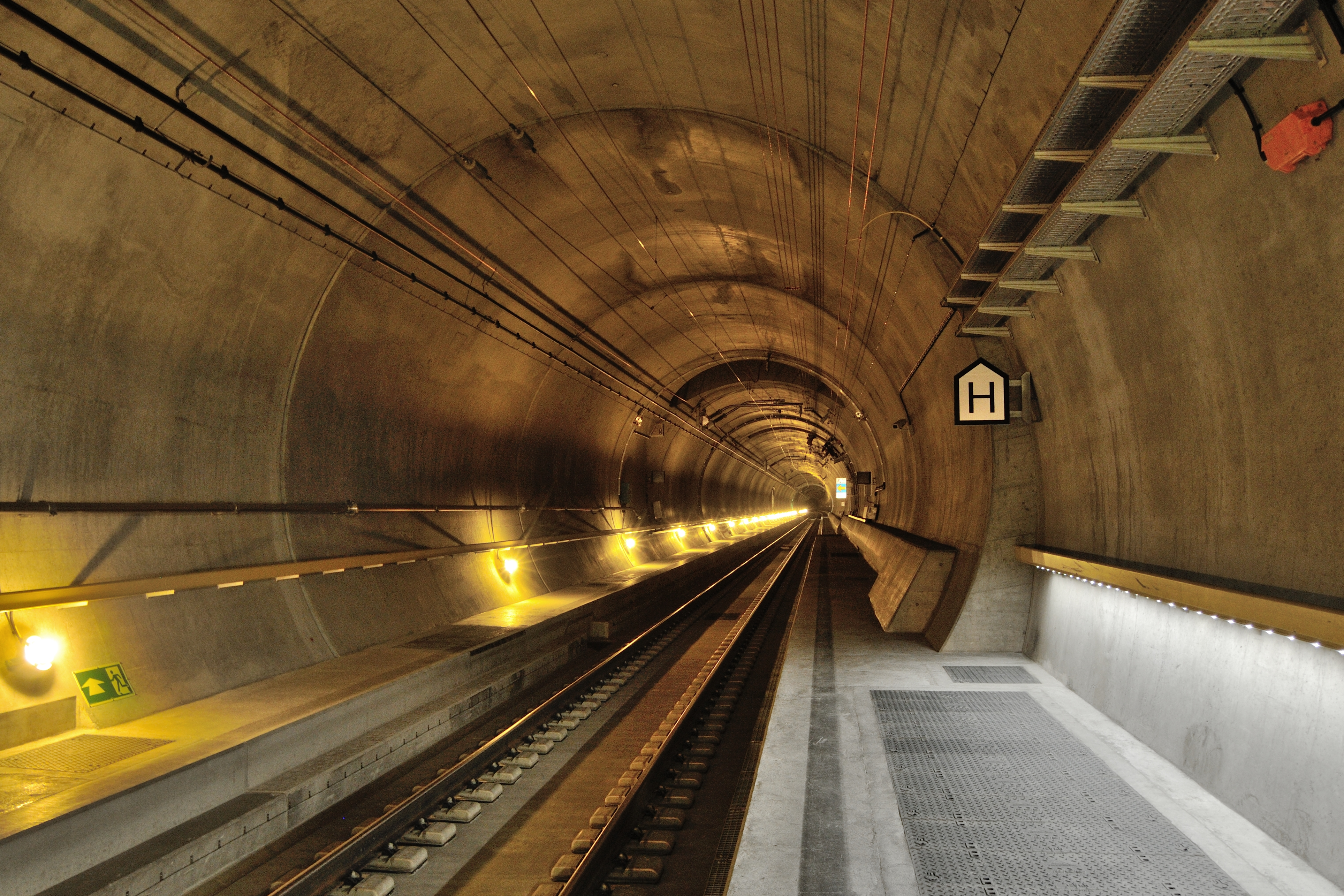
Готардский базисный тоннель (Седрён)

Готард строился одновременно в 5 секциях: Эрстфед, Амстег, Седрён, Файдо и Бодио. Первые работы начались в 1993 году с пробной разработки Пиора и прокладки временных шахт с 1996 по 1998 в Седрёне, Файдо и Амстеге. Основные работы были начаты в ноябре 1999 года. Общее планирование велось в течение 50 лет.
Для обеспечения на линии скоростного режима в 250 км/ч новая магистраль Цюрих—Милан практически не имеет изгибов и проходит на высоте 500 м над уровнем моря. Это позволило сократить на 1 час время поездки, требовавшей 3,5 часа.
На декабрь 2004 года было построено 53,2 км, что составило 40 % от проектной длины. 24 августа 2015 года власти Швейцарии объявили, что большинство технических работ по сооружению железнодорожной инфраструктуры тоннеля завершено.

## Тестовое движение
С 1 октября 2015 года началось тестовое движение по тоннелю, которое продлилось до 31 мая 2016 года. За это время по тоннелю прошло 5000 поездов со скоростью до 275 км/ч. Для проведения тестов был арендован подвижной состав Швейцарских железных дорог и специальный ICE-S из Германии.

## Факты и цифры
- Длина: западный тоннель — 56 978 м, восточный тоннель — 57 091 м.
- Полная длина, включая служебные и пешеходные ходы́ — 153,4 км.
- Общая протяжённость пути, пройдённого с помощью ТПМК — 45 км.
- Объём извлечённых скальных пород: 24 млн т (13,3 млн м³, что эквивалентно пяти пирамидам в Гизе).
- Количество ТПМК производства Herrenknecht AG — 4 шт.:
- пути проходки: два двигались на юг от Амстега к Седрёну; два — на север от Бодио к Файдо[англ.] и Седрёну; их применение планировалось также на части пути от Эрстфельда до Амстега;
  - полная длина ТПМК, включая все необходимое оборудование — 440 м;
  - полный вес — 3000 т;
  - мощность — 5 МВт;
  - максимальная скорость проходки (в идеальных условиях) — 25—30 м/сут.
- Начало строительства тоннеля:
  - 1993 год — бурение первых скважин
  - 1996 год — подготовительные работы
  - 4 ноября 1999 года — официальная церемония начала работ
  - 2003 год — начато извлечение грунта
- Пусковые испытания: август 2015 года.
- Окончание строительства: июнь 2016 года.
- Ввод в эксплуатацию: 11 декабря 2016 года.
- Полная стоимость: 12 млрд $[13].
- Частота движения поездов: 260 грузовых поездов и 65 пассажирских поездов в день.

## Крушение
10 августа 2023 года 16 вагонов грузового поезда сошли с рельсов, было повреждено 8 км пути, 20 тысяч шпал, стрелочный съезд, противопожарные ворота. Тоннель был закрыт.
После почти 13 месяцев ремонта тоннель открылся 2 сентября 2024 года.

## Соседние тоннели
В 1882 году был построен Сен-Готардский железнодорожный тоннель шириной 8 м, высотой от уровня головок рельсов до ключа свода 6 м. В 1980 году был открыт соседний Сен-Готардский автомобильный тоннель.
Готардский базисный тоннель вместе с Ченерийским базисным тоннелем (открыт в 2020 году) и базисным тоннелем Лётчберг (открыт в 2007 году) является частью проекта AlpTransit. Этот проект, также известный как Новая железнодорожная линия через Альпы (NRLA), должен связать Швейцарию, Германию и северные страны с Италией и далее — с Грецией и Балканами.